# Американські Віргінські Острови на зимових Олімпійських іграх 2022
Американські Віргінські Острови взяли участь у зимових Олімпійських іграх 2022, що тривали з 4 до 20 лютого в Пекіні (Китай). Востаннє учасниками зимових Олімпійських ігор вони були 2014 року.
Збірна Американських Віргінських Островів складалася з однієї скелетоністки. Тест Кеті Танненбаум на Ковід-19 виявився позитивним, тож замість неї прапор на церемонії відкриття несла волонтерка.

## Спортсмени
Кількість спортсменів, що взяли участь в Іграх, за видами спорту.
| Вид спорту | Чоловіки | Жінки | Загалом |
| ---------- | -------- | ----- | ------- |
| Скелетон   | 0        | 1     | 1       |
| Загалом    | 0        | 1     | 1       |

## Скелетон
Отримавши перерозподілене квотне місце, Американські Віргінські Острови відрядили на Ігри одну скелетоністку.
| Спортсменка     | Дисципліна | 1-й заїзд | 1-й заїзд | 2-й заїзд | 2-й заїзд | 3-й заїзд | 3-й заїзд | 4-й заїзд    | 4-й заїзд    | Сума    | Сума  |
| Спортсменка     | Дисципліна | Час       | Місце     | Час       | Місце     | Час       | Місце     | Час          | Місце        | Час     | Місце |
| --------------- | ---------- | --------- | --------- | --------- | --------- | --------- | --------- | ------------ | ------------ | ------- | ----- |
| Кеті Танненбаум | Жінки      | 1:06.48   | 25        | 1:07.36   | 25        | 1:04.84   | 25        | Не потрапила | Не потрапила | 3:18.68 | 25    |